# Driven (2001)
Driven är en amerikansk långfilm från 2001 i regi av Renny Harlin, med Sylvester Stallone, Burt Reynolds, Kip Pardue och Stacy Edwards i rollerna.

## Handling
Joe Tanto (Sylvester Stallone) är en gammal CART-förare som kallas in för att hjälpa en yngre förmåga.

## Rollista
| Sylvester Stallone    | – Joe Tanto        |
| Burt Reynolds         | – Carl Henry       |
| Kip Pardue            | – Jimmy Bly        |
| Stacy Edwards         | – Lucretia Clan    |
| Til Schweiger         | – Beau Brandenburg |
| Gina Gershon          | – Cathy Heguy      |
| Estella Warren        | – Sophia Simone    |
| Cristián de la Fuente | – Memo Moreno      |
| Brent Briscoe         | – Crusher          |
| Robert Sean Leonard   | – Demille Bly      |
| Verona Pooth          | – Nina             |
| Jasmin Wagner         | – Ingrid           |